# Acalolepta marianarum
Acalolepta marianarum är en skalbaggsart som först beskrevs av Aurivillius 1908.  Acalolepta marianarum ingår i släktet Acalolepta och familjen långhorningar. Inga underarter finns listade i Catalogue of Life.